# Bill Kaulitz
Bill Kaulitz (Lipcse, 1989. szeptember 1. –) német énekes, dalszerző, szinkronszínész, divattervező és modell, a Tokio Hotel együttes énekese 2001-től napjainkig.

## Életrajza
Bill Kaulitz 1989. szeptember 1-jén tíz perccel ikertestvére, Tom után született. Szüleivel először Magdeburgba, majd mikor a gyerekek 8 évesek lettek, Loitscheba költöztek. Szüleik Simone és Jörg Kaulitz 1995-ben elváltak, édesanyjuk hozzáment Gordon Trümperhez, a német Fatun rockbanda gitárosához, aki az ikrek nevelőapja lett.
Bill már korán érdeklődést mutatott az éneklés irányába, ahogyan Tom is a gitározás felé. Trümper észrevette az ikrek zenei hajlamait és segített nekik saját zenekaruk elindításában. Bill számos interjúban azt nyilatkozta, hogy ő és Tom hétévesen kezdtek el dalokat írni.

## Pályafutása

### Korai zenei karrier (1999-2003)
Tízévesen az ikrek Magdeburgban léptek fel "Black Question Mark" néven. Kisebb előadásokon vettek részt, és bár a közönségük élvezte fellépéseiket, jórészt ismeretlenek maradtak. A zenekarból hiányzott egy dobos és egy basszusgitáros, ezért  az ikrek egy klaviatúrára támaszkodtak, hogy helyettesítsék a hiányzó hangszereket.
Amikor az ikrek 12 évesek lettek, találkoztak Georg Listinggel és Gustav Schäferrel egyik előadásuk alkalmával. Georg és Gustav barátok voltak, tetszett nekik a Kaulitz-testvérek előadása, ezért annak végeztével ajánlatot tettek a zenekarba való csatlakozásukra. A zenekarnak a Devilish nevet adták, miután egy cikk ördögien jó ("devilishly great") hangzásukról írt. A zenekar egy időben abbahagyta a fellépéseket, amíg Bill  egy tehetségkutató showban, a "Star Search"-ben szerepelt.
A zenekar egészen 2005-ig Devilish néven futott, amikor David Jost(producer) beajánlotta őket egy lemezkiadó cégnek, a Universal Music Groupnak, s ezután már Tokio Hotel néven futottak tovább. Azonnal elkezdték a munkát, s még ebben az évben kiadták Schrei című, német nyelvű albumukat. Az album első dala a "Durch den Monsun" (Through the Monsoon), amely a német toplistákon az első helyet szerezte meg egy hónapon belül.

### Első turné és növekvő népszerűség
A Tokio Hotel elindította első turnéját Németországban, hogy növelje albumuk, a Schrei népszerűségét. A fellépésekből egy DVD felvétel is készült. A színpadon Bill ismert energikus stílusáról és arról, hogy gyakran hagyja a rajongókat, hogy egyes versszakokat helyette énekeljenek el.
2006-ban Bill szinkronizálta Arthurt az "Arthur and the Invisibles" (Arthur és a villangók) című film első részének német verziójában.
A Tokio Hotel országszerte ismert lett Németországban, amely arra ösztönözte a tagokat, hogy újra munkához lássanak a stúdióban. A "Schrei" sikerei után a Zimmer 483 (Szoba 483) második albumukon kezdtek el dolgozni. Az album olyan slágereket tartalmaz, mint az "Übers Ende der Welt"(Ready, set, go!), "Spring nicht"(Don't jump), "Heilig" (Sacred) stb.
Az album népszerűségének növelése érdekében egy európai turnéba kezdtek, amelyhez újabb élő DVD és még nagyobb népszerűség társult.

### Nemzetközi áttörés
Annak érdekében, hogy a népszerűségüket a világ nyugati felén is növeljék, néhány számot kiválasztottak mind a Schrei, mind a Zimmer 483 című albumukról, melyeket lefordítottak angol nyelvre, majd újravettek, így született meg a "Scream" című, első angol nyelvű album. Az albumot Európában már 2007 közepén nyilvánosságra hozták, azonban nyugaton 2008 közepéig nem ért el áttörést.
A Scream nemzetközileg, mérsékelten ugyan, de sikeres lett, s azért, hogy növeljék a népszerűségét, a zenekar karrierje során először elhagyta Európát és az USA-ba repült.
2008 februárjában a Tokio Hotel először Észak-Amerikában lépett fel öt színhelyen, Kanadával kezdve és New Yorkkal végezve. A Tokio Hotel lett az első német előadó Nena óta, amely nemzetközi elismerést ért el, és fenntartotta azt. Az amerikai turné sikeres volt, azonban amikor visszatértek Európába az "1000 Hotels Tour" turnéjukra, szerencsétlenség történt.

### 1000 Hotels Tour és egészségügyi komplikációk
A turné 2008 március 3-án kezdődött Belgium fővárosában, Brüsszelben és a tervek szerint folytatódott volna Hollandiában, Luxemburgban, Franciaországban, Spanyolországban, Portugáliában, Olaszországban, és Skandináviában egészen április 9-ig. Azonban 11 nappal a turné kezdete után, március 14-én Marseilles-ben, Franciaországban a show közepén Bill problémákat észlelt a hangjával kapcsolatban. Hagyta, hogy a közönség többet énekeljen helyette és a zenekar a tervezett 21 dal helyett csak 16-ot adott elő.
Két nappal a franciaországi eset után a Tokio Hotel lemondta Lisszabonban, Portugáliában a fellépést, mielőtt az elkezdődött volna. A zenekar Bill kivételével felment a színpadra elnézést kérni a rajongóktól a koncert elmaradásáért, s elmagyarázták, hogy Bill beteg és visszatér Németországba, hogy egy specialista is láthassa: 43 koncertet énekelt végig anélkül, hogy szünetet tartott volna, és egy kezeletlen torokfertőzés alakult ki nála. A fertőzés egy cisztát eredményezett, amely hatással volt az énekes hangjára, így a cisztát március 30-án eltávolították egy műtét során. A műtét után Bill 10 napig nem tudott beszélni és egy hónapig beszédterapeutához járt.
2008 májusában Bill Kaulitz felépült és a Tokio Hotel átütemezte az 1000 Hotels Tour dátumait, beiktatva még számos szabadtéri színpadon adott fellépést. A turné 2008 július 13-án fejeződött be Werchterben, Belgiumban. A szünet és a sebészeti beavatkozás ellenére sikeres volt.

### Humanoid
A Tokio Hotel visszatért a stúdióba és a második angol és harmadik német nyelvű lemezén kezdett el dolgozni. Így született meg a Humanoid című lemez, amely már elektronikus elemeket is tartalmaz, ezzel egy új hangzást eredményezve. A Humanoid 2009 október 6-án jelent meg és kevesebb, mint egy hónap múlva a Tokio Hotel megkapta a legjobb együttesnek járó díjat a berlini EMA díjátadón november 5-én. A Humanoid olyan dalokat tartalmaz, mint a World behind my wall, és az Automatic/Automatisch.
A lemez kiadását újabb turné követte, mely a "Welcome to Humanoid City!" elnevezést kapta. A turné minden eddiginél nagyszabásúbb volt, óriási siker övezte. A fellépésekről ismét élő DVD-felvétel készült, sőt a "Darkside of the sun" című dal videóklipje is a fellépések felvételeiből készült el.
Az új albumuk várhatóan 2013 őszén jelenik meg.
Kings of Suburbia
5 év szünet után, 2014 október 6-án ismét kiadtak egy albumot, új, elektronikusabb hangzással. Turné időpontok még nincsenek, de már 3 kislemez jelent meg róla, klipekkel: Run, run, run; Girl got a gun; Love who loves you back. Az újszerű hangzás eredményeként emberek ezrei váltak rajongóvá, ezzel szemben volt, aki szerint ez a stílus nem tükrözi az igazi Tokio Hotelt. Elmondásuk szerint újat akartak mutatni, ettől még ők maradtak.

## Egyéb
2009-ben újra ő szinkronizálta Arthurt az Arthur és a villangók (Arthur und die Minimoys) német verziójának folytatásában. 2010-ben a Tokio hotel összeállt Kerlivel egy dal, a Strange erejéig, amelyet az Alice Csodaországban című filmhez írtak.
Bill és Tom modellkedtek a PETA-nak, amely egy állatvédő szervezet és Bill 2010 elején debütált, mint modell Dsquared-nél.
2012 májusában Bill közreműködött a Far East Movement "Dirty Bass" című albumának egyik dalában, az "If I die tomorrow" -ban.
2013-ban Bill és testvére, Tom a DSDS (Deutschland sucht den Superstar) német tehetségkutató 10. szériájának zsűritagjai voltak.

## Magánélete
Kaulitz nyíltan meleg.
Kaulitz Angela Merkel támogatója, és a 2017-es szövetségi választáson is a CDU-t favorizálta.

## Érdekességek
- részt vett a H&M divatmárka 2009-es AIDS elleni kampányában
- egy németországi panoptikumban viaszbábu látható róla
- Párizsban egy múzeumban időszaki kiállításban szerepelt róla egy fotó. 12 éves korában festette ki szemeit és körmeit feketére először, amikor egy iskolai farsangra vámpírnak öltözött. Ekkor tetszett meg neki ez a kinézet.
- a Placebo és a Green Day rockbandák is inspirálták
- piercingjei: jobb szemöldökében, nyelvében, mellbimbójában, orrában, négy a bal fülében, egy a jobban, az alsó ajkában is kettő.
- a PETA állatvédelmi szövetkezetet támogatja

Nem sorolja magát semmilyen stílusba. Egyetlen közösségi portálon sincs fent privát személyként.
- 9 éves kora óta festi a haját